# Malin Lernfelt
Lenah Malin Ulfsdotter Lernfelt, född 15 maj 1975 i Malmö, är en svensk journalist. 

## Biografi
Lernfelt är uppvuxen i Göteborg. Hon har läst litteraturvetenskap och svenska vid Göteborgs universitet samt har en examen från JMG, journalistprogrammet vid Göteborgs universitet.
Lernfelt arbetade 2003–2015 som liberal ledarskribent på Göteborgs-Posten och 2015–2019 som kommunikatör och pressansvarig på Göteborgs Stadsmission. Hon satt åren 2017–2023 i styrelsen för Svenska Byggnadsvårdsföreningen och 2017–2021 i styrelsen för Liberala Kvinnor i Göteborg. Sedan 2022 är hon chefredaktör för Liberala Nyhetsbyrån och ansvarig för Liberala Skrivarakademin, den liberala pressens spetsutbildning för opinionsjournalistik.
Lernfelt har även arbetat på bland annat Göteborgs-Tidningen, skrivit för Metro, Upsala Nya tidnings ledarsida, Jönköpings-Posten, Borlänge Tidning samt Liberal Debatt och Timbros magasin Smedjan.